# 알베르 리베르타드

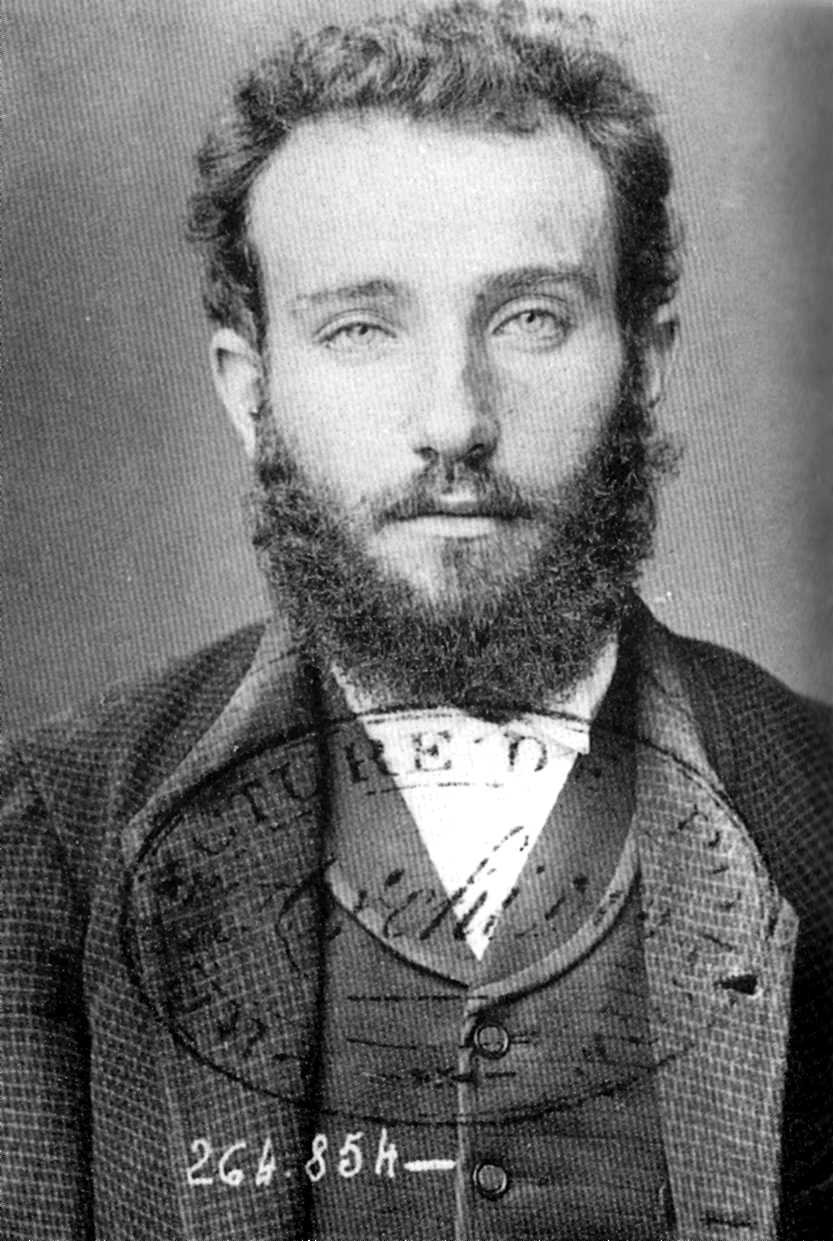
알베르 리베르타드

조제프 알베르(Joseph Albert) 또는 알베르 리베르타드(Albert Libertad, 1875년 11월 14일 - 1908년 11월 12일) 프랑스의 개인주의적 아나키스트 투사이자 영향력 있는 아나키스트 신문인 레낙시(L'Anarchie)의 창립자이자 편집자였다.

## 삶과 활동
그는 보르도에서 태어났으며 파리에서 죽었다. 그는 아직 아기였던 시절에 부모에게 버림받았고 보르도의 공적 부조로서 생활했다. 어린 시절의 질병의 결과로서 다리를 사용할 수 없게 되어 목발을 이용해야 했지만, 그는 목발을 경찰을 상대로 무기로 이용하기도 하면서 이 핸디캡을 유용하게 사용하기도 했다. 그는 21살에 파리로 향해서 아나키스트 서클에서 활동했으며 “레 리베르테르(Le Libertaire)”의 사무실에서 살기도 했다. 그는 다양한 아나키스트 그룹의 멤버였고 “행위의 프로파간다(propaganda by the deed)”의 지지자였지만, 1902년과 1904년에 파리 11번구의 기권주의자 후보였다. 이는 자리를 차지할 의지를 가지지 않은 채 선거에 참여하는 것을 의미한다. 그는 이를 아나키스트 사상을 전파시키기 위한 수단으로 간주했다. 드레퓌스 사건이 일어났을 때 그는 “반군국주의 연맹(Anti-Militarist League, 1902)”을 창립했고, 파라프 자발(Paraf-Javal)와 함께 “대중의 한담(Causeries populaires)” 창립했다. 이 공개 토론은 전국적으로 큰 관심을 불러일으켰고, 파리의 여러 지역에서 서점과 다양한 클럽 개설에 기여했다.
1905년에 리베르타드는 가장 영향력 있던 개인주의적 아나키스트 신문인 레낙시(L’Anarchie)를 창립했고, 이 신문의 협력자 중에는 앙드레 로륄로(André Lorulot), 에밀 아망드(Emile Armand), 그리고 빅토르 세르주와 그의 동반자인 리레트 메트레장(Rirette Maitrejean) 같은 이들이 있었다. 프랑스의 상황주의자 인터내셔널의 이론가인 라울 바네겜(Raoul Vaneigem)이 언급하기를 “그는 시민들에게 신분증을 불태우도록 청했다. 그들을 노예 목록의 통계 상태로 전락하게 만드는 숫자들을 거부 함으로써 그렇게 다시 인간이 될 것을 요구했다." 그는 아리스티드 브리앙의 교정자로 일하기도 했으며, La Lanterne의 리뷰를 편집했고, 세바스티앙 포르(Sébastien Faure)와 일하기도 했다. 자유연애의 할동가로써 조 닥사(Zo d'Axa)에 의해 창립된 아나키스트 신문인 “랑두어(L'En-Dehors)”에 글을 쓰기도 했다.

## 리베르타드의 아나키즘
레낙시의 7월 14일의 기념일에 “권위의 바스티유(The Bastille of Authority)”라는 선언문 수천 부가 인쇄되어 배포되었다. 사회 질서에 대한 맹렬한 반항과 함께 그는 파티를 열어서 춤을 추기도 했으며 여행을 다니기도 했다. 아나키즘에 대한 그의 시각은 “삶의 기쁨(Joie de vivre)”이라는 형태였다. 전투적인 희생과 죽음을 향한 본능이 아닌, 권위주의적인 사회를 파괴하기 위한 개인의 필요성(혹은 그의 자율성에 대한 필요)을 이 목적과 화해시키려 시도했다. 사실 리베르타드는 개인의 반란과 사회혁명 사이의 그릇된 이분법을 극복했으며, 개인의 반란이 사회혁명의 순간이라는 것을 강조했다. 반란은 개인의 특정한 긴장으로부터 만 나타나며, 그 자체로 확대되면서 사회 해방의 프로젝트로 이어질 수 있다. 리베르타드에게 아나키즘은 어떠한 사회적 상황과도 분리된 냉담한 상아탑에서의 삶이 아니며, 공동체주의적 섬에서의 행복도 아니고, 사회적 역할에 복종하면서 사상을 실천에 옮기는 순간을 무한히 연기하는 것도 아니며, 지금 이 순간에 어떠한 양보도 없이 아나키스트로서 살아가는 것이었다. 그에게 있어 이것이 가능하게 하는 유일한 방법은 반역에 의한 것이었다. 그리고 이러한 관점이 개인의 반란과 사회혁명이 서로를 배제하지 않고, 오히려 서로를 보완하는 이유였다.
리베르타드는 자신의 삶을 제어할 수 있는 능력의 결핍으로 삶을 부정하며 죽음을 최종적인 해방이라고 여기는 수동적 니힐리즘의 형태를 비판한 것이다. 그는 삶을 제어할 능력을 잃어버린 상태를 일종의 죽음이라고 표현했으며, 그 상황에 체념한 것을 일종의 자살이라고 표현했다.
매일 우리는 부분적으로 자살을 한다. 내가 햇빛이 결코 들어오지 않을 집에 살길 동의하고, 환기가 되지 않아 내가 깨어날 때마다 질식케하는 집에 살길 동의할 때 나는 자살을 한다.

내가 결코 다시 회복할 수 없는 에너지를 소모해야 하는 노동에 종사해야 하거나, 내가 쓸모없다고 알고 있는 활동에 참여할 때 나는 자살을 한다.
인간을 복종시키고 나를 억압하는 병영에 들어갈 때마다 나는 자살을 한다.
투표를 통해 다른 자가 나를 4년간 지배할 권리를 부여할 때마다 나는 자살을 한다.
내가 판사나 사제에게 사랑의 허가를 요청할 때마다 나는 자살한다.
사랑이 과거가 되고, 내가 연인으로서의 나의 자유를 되찾지 않을 때 나는 자살을 한다.
완전한 자살은 환경에 반발하는 총체적 무능력의 최종 행동일 뿐이다.

내가 부분적 자살이라 부른 이런 행동들은, 진정한 자살보다 결코 덜한 것이아니다.
 — The Joy of Life
내 모든 욕망 중에서 가장 위대한 것은, 당신의 삶에 대한 강렬한 각성 속에서 당신의 체념을 떨쳐내 버리는 것을 보는 것이다.

우린 살아있다! 살아가자! 체념은 죽음이며, 반란은 삶이다.
 — To the Resigned
사람은 살아가야 하며, 반드시 더욱 풍성한 삶을 살고자 갈망해야한다. 그러니 부분적인 자살조차 받아들이지 말자.

우리가 모든 경험, 모든 행복, 모든 감각을 알게되길 열망하자. 우리가 “나”의 감소라는 체념에 만족하게 방치하지 말자. 우리의 삶의 용사가 되자. 그렇게 우리의 비열함과 약함으로부터 이 욕망을 일깨우자. 지구를 우리 자신의 아름다움에 동화 시키자.
이렇게 우리의 소망은 장대하게 결합되며, 마침내 완전함 안에서 우리는 삶의 기쁨을 알게 될것이다.

삶을 사랑하자.
 — The Joy of Life
사람들이 자신의 삶에 대한 통제권을 빼앗기는 상황을 거부하고, 자신의 삶의 완전한 통제권을 되찾고, 그들의 삶을 풍족하게 하고자 투쟁할 때, 사회는 그에 따라 변화해 나갈 것이다. 자유롭길 욕망하는 개인의 반란이 서로 교류하고 단결하며, 개인의 자유를 위한 이 투쟁은 결과적으로 자유로운 사회를 향한 투쟁으로 나아갈 것이다. 리베르타드에게 사회혁명이란 이런 의미인 것이다.

## 같이 보기
- 일리걸리즘

## 참고 문헌
- Albert Libertad, Le Culte de la charogne. Anarchisme, un état de révolution permanente (1897–1908), Éditions Agone, 2006. ISBN 2-7489-0022-7
- EnDehors website